# Capesterre-Belle-Eau

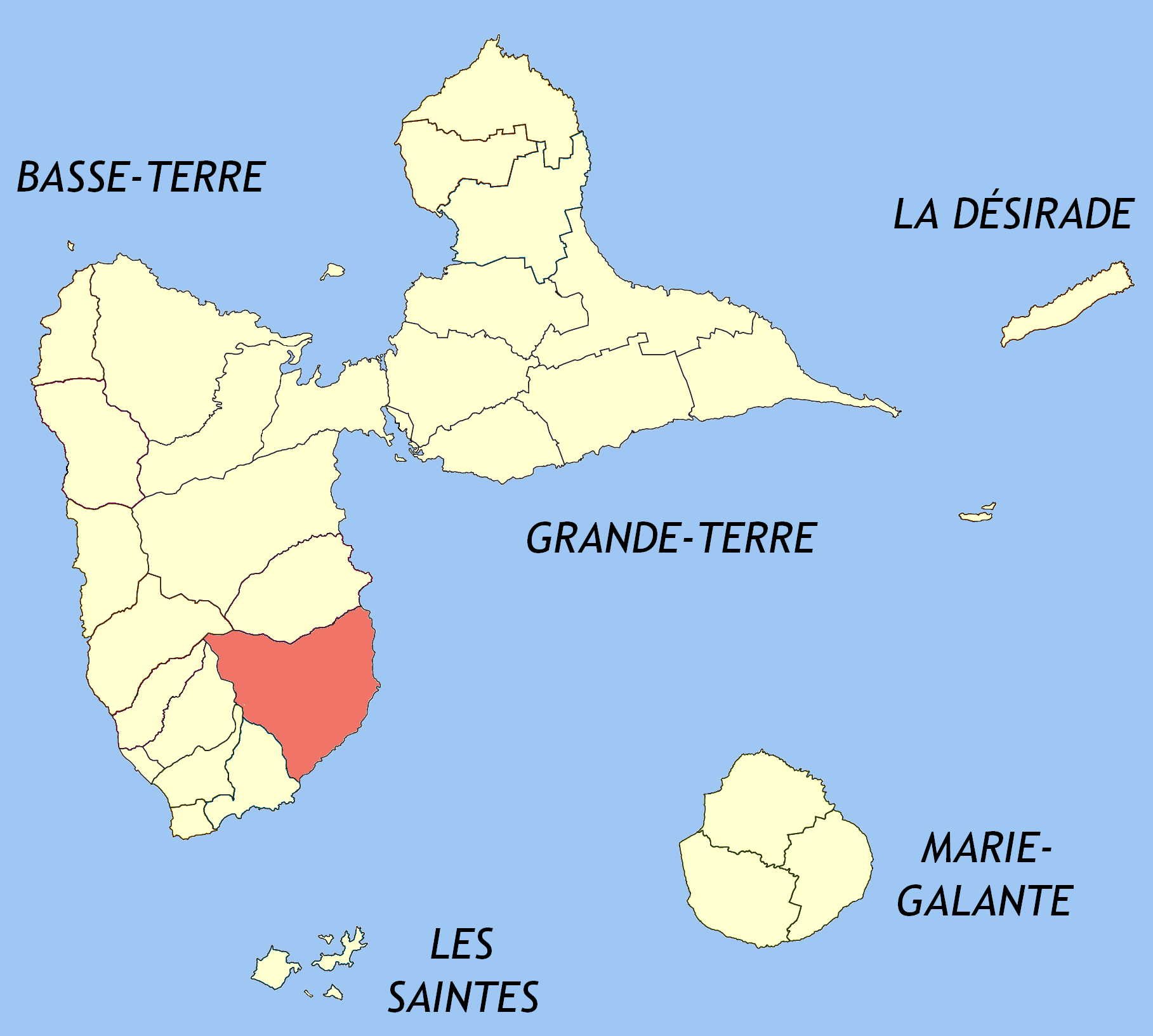
Ubicació de Capesterre-Belle-Eau dins de Guadalupe

Capesterre-Belle-Eau  és un municipi francès, situat a Guadalupe, una regió i departament d'ultramar de França situat a les Petites Antilles. L'any 2006 tenia 19.610 habitants. Limita al nord amb Goyave i a l'oest amb Trois Rivières.

## Demografia
| 19.599                                     | 19.610 |
| Des de 1962: població sense dobles comptes |        |

## Història
El 4 de novembre de 1493 hi arribà Cristòfor Colom en el seu segon viatge, i sembla que no hi va trobar amerindis. Per tal de commemorar l'esdeveniment el 1916 es va erigir a l'entrada de Sainte-Marie un bust de Colom. El 1998 hi fou erigida una placa al carib desconegut.
Els petròglifs descoberts als marges dels rius Pérou i Bananier demostren la presència d'amerindis.
La canya de sucre es cultiva des del començament de la colonització francesa introduïda per holandesos obligats a sortir del Brasil, als qui el governador Charles Houël els proporcionà terra.

## Administració
| Període   | Identitat           | Partit |
| --------- | ------------------- | ------ |
| 1945-1977 | Paul Lacavé         | PCG    |
| 1977-1983 | Alexius de la Croix |        |
| 1983-1989 | Gérard Lauriette    |        |
| 1989-1995 | Léon Andy           |        |
| 1995-     | Joël Beaugendre     | UMP    |

## Personatges il·lustres
- Amédée Fengarol, (1905-1951), polític
- Sonny Rupaire, (1808-1991), escriptor
- Philippe-François Pinel Dumanoir, (1808-1865), dramaturg
- Henry Sidambarom, (1863-1952), jutge de pau i defensor de la causa dels treballadors indis

## Llocs d'interès
- Chutes du Carbet en el Parc Nacional de Guadalupe
- L'Allée Dumanoir, vorejada de palmeres reals
- La destil·leria Rhum Longueteau, que opera el vapor encara

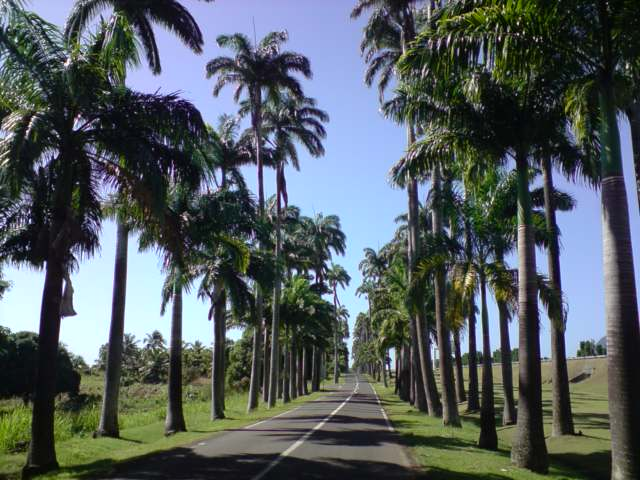
Allée Dumanoir de Capesterre-Belle-Eau dins de Guadalupe

- Temple Hindú de Changy

## enllaços interns
- Illa de Basse-Terre